# Matadeón de los Oteros
Matadeón de los Oteros település Spanyolországban, León tartományban. Lakosainak száma 221 fő (2024).

## Földrajza
Matadeón de los Oteros Santa Cristina de Valmadrigal, Valverde-Enrique, Matanza de los Oteros, Villabraz, Pajares de los Oteros, Gusendos de los Oteros és Santas Martas községekkel határos.

## Népesség
A település lakosságának változását az alábbi diagram mutatja:
| Lakosok száma | 302  | 283  | 288  | 291  | 277  | 261  | 236  | 228  | 230  | 221  |
|               | 2001 | 2004 | 2007 | 2009 | 2012 | 2014 | 2017 | 2019 | 2022 | 2024 |